# Гамал Абдел Насър
Гамал Абдел Насър Хусейн (на арабски: جمال عبد الناصر حسين; 15 януари 1918 – 28 септември 1970) е вторият президент на Египет (1956 – 1970).
Полковник в египетската армия, Насър застава начело на египетската революция от 1952 г., заедно с Мохамед Нагиб (бъдещия първи президент), който сваля монархията на Египет и Судан и установява нов период на модернизация и социалистическа реформа в Египет.
Добре известен е със своята проарабска и антиколониална политика. Неговият пан-арабизъм или насъризъм има сериозно значение в арабския свят през 50-те и 60-те години на XX век. Насър е възприеман още и като символ на достойнството и свободата.
Насър е нареждан сред най-важните арабски политически фигури в арабската история. Насър вдъхновява много арабски лидери като Кадафи в Либия, Саддам Хусейн в Ирак и Хафез ал-Асад в Сирия. Известен е и със своята ерудираност.
През 1956 г. Гамал Абдел Насер обявява национализация на Суецкия канал, в резултат на което последва известната Суецка криза.